# Pseudocalamobius luteonotatus
Pseudocalamobius luteonotatus là một loài bọ cánh cứng trong họ Cerambycidae.